# Bombylius altaicus
Bombylius altaicus är en tvåvingeart som beskrevs av Paramonov 1940. Bombylius altaicus ingår i släktet Bombylius och familjen svävflugor. Inga underarter finns listade i Catalogue of Life.